# Vasaplatsen, Göteborg
Vasaplatsen, är belägen i stadsdelarna Vasastaden och Lorensberg i Göteborg. Den fungerar som en mindre knutpunkt för kollektivtrafiken. Vasaplatsen fick sitt namn år 1882, och färdigställdes 1897. Området vid och kring Vasaplatsen kallades för Flygarns Haga, efter poliskommissarien Anders Fredrik Flygare som ännu i slutet av 1850-talet ägde hus på tomten nr 112 i 12:e roten, på platsen för nuvarande Vasaplatsen 9. Han bedrev där även en lukrativ handelsrörelse. Platsen har en areal av cirka 6 500 kvadratmeter.
Söder om Vasaplatsen ligger Vasaparken som anlades 1892 på initiativ av Josef Andrén, Ernst Bring och Pontus Fürstenberg, till en kostnad av 16 000 kronor. Området söder om Vasaplatsen kallades förr Skojarebacken. År 1897 fick Vasaplatsen sin fontän.
Den 31 mars 1955 invigdes Torgny Segerstedt-monumentet i Vasaplatsens norra del, av landshövding Malte Jacobsson. Monumentet är en tio meter hög, trekantig monolit av granit från Hunnebostrand. Konstnär är Ivar Johnsson.
På sockeln står följande text:

De fria fåglarna plöja sin väg genom rymden. 
Många av dem nå kanske ej sitt fjärran mål. 
Stor sak i det. De dö fria. 
Segerstedt skrev dessa ord i Göteborgs Handels- och Sjöfartstidning den 9 oktober 1940 — ett nummer som blev beslagtaget efter ett regeringsingripande.

## Vasaplatsen spårvagnshållplats
Vasaplatsen trafikeras av flera spårvagnslinjer och år 1992 inträffade en omfattande spårvagnsolycka vid Vasaplatsen, då tretton personer omkom.

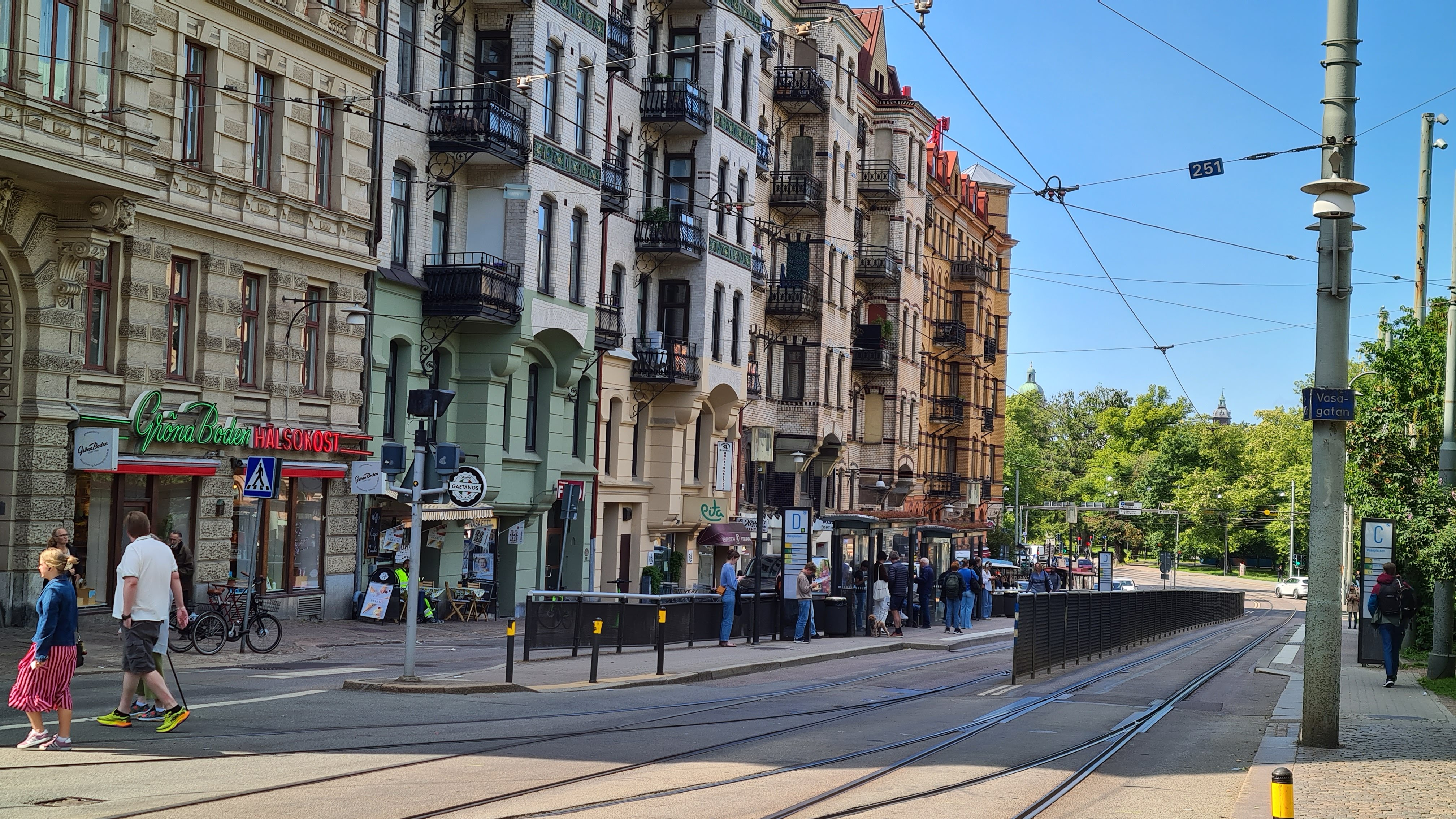
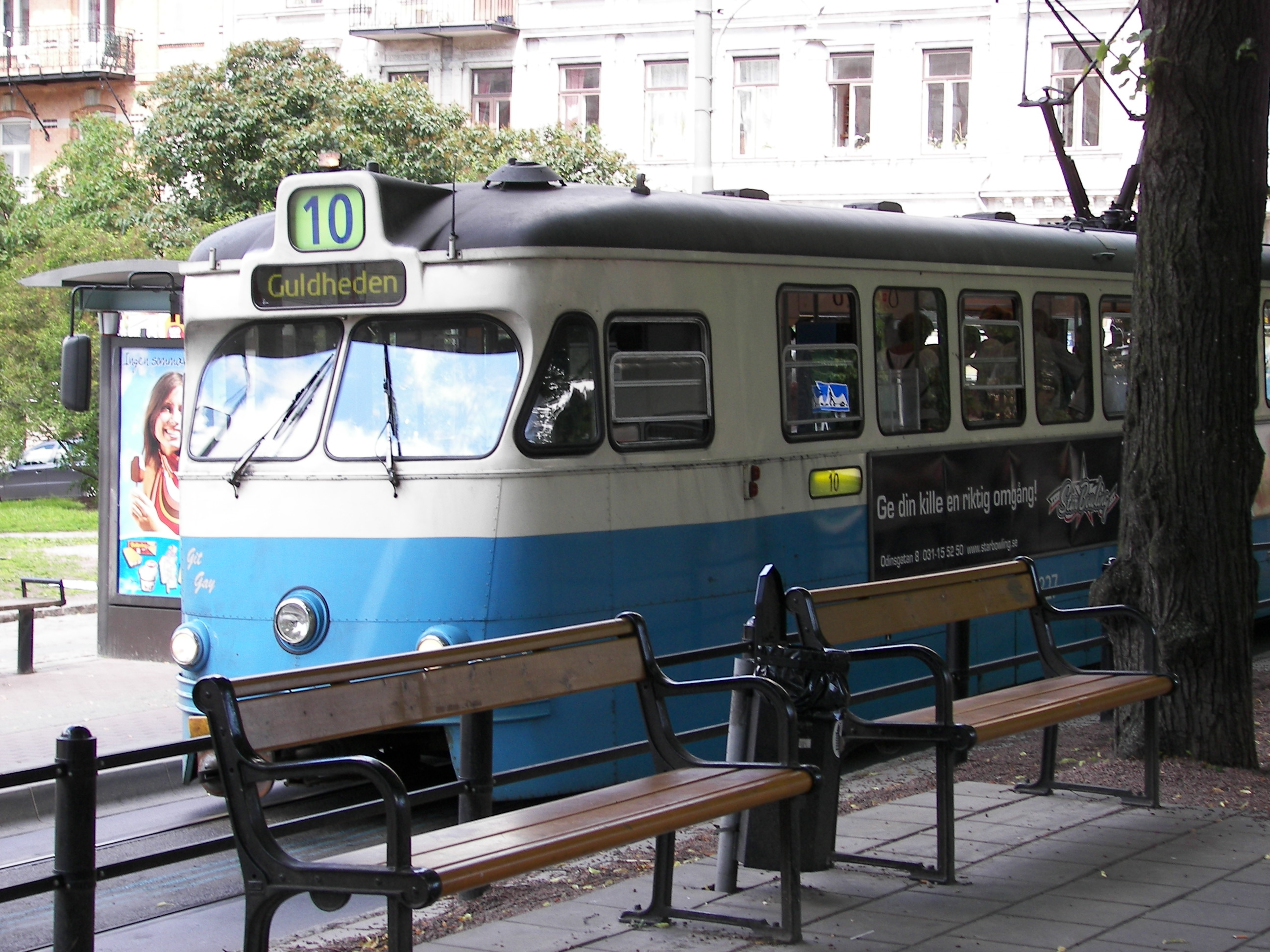